# Saurodactylus fasciatus
Espèce
Statut de conservation UICN

 VU B1ab(iii) : Vulnérable
Saurodactylus fasciatus est une espèce de geckos de la famille des Sphaerodactylidae.

## Répartition
Cette espèce est endémique dans le Nord et l'Ouest du Maroc. Elle se rencontre jusqu'à 1 000 m d'altitude.

## Publication originale
- Werner, 1931 : Ergebnisse einer zoologischen Forschungsreise nach Marokko. III. Unternommen 1930 mit Unterstützung der Akademie der Wissenschaften in Wien von Franz Werner und Richard Ebner. III. Amphibien und Reptilien. Sitzungsberichte der Kaiserliche Akademie der Wissenschaften in Wien, vol. 140, p. 271-318 (texte intégral).